# 沙伊布靈斯泰因山
47°39′11″N 14°25′25″E / 47.652942°N 14.423612°E
沙伊布靈斯泰因山（德語：Scheiblingstein），是奧地利的山峰，位於該國東南部，由施泰爾馬克州負責管轄，處於首都維也納以西160公里，海拔高度2,197米，每年平均降雨量1,578毫米。